# Hafen Magdeburg

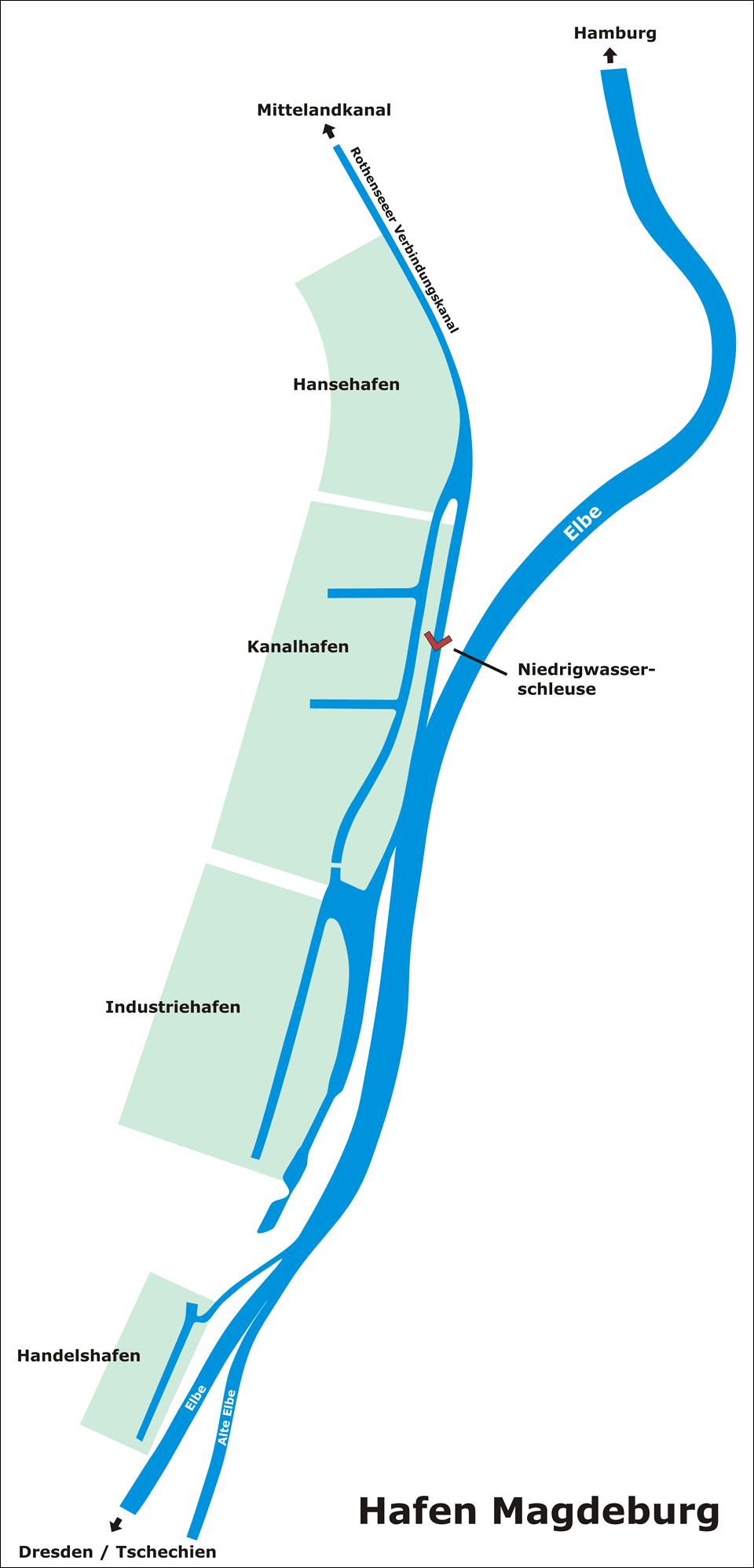
Übersicht

Der Hafen Magdeburg liegt in Sachsen-Anhalts Landeshauptstadt Magdeburg und besteht aus vier für den Güterumschlag genutzten Häfen. Der Hafen Magdeburg liegt dabei über die Magdeburger Stadtteile Alte Neustadt, Industriehafen und Gewerbegebiet Nord verteilt. Er zählt mit seiner Ausstreckung von fast 10 km der Elbe entlang zu den größten und bedeutendsten Binnenhäfen Deutschlands.

## Lage
Mit seiner zentralen Lage am Treffpunkt von Mittellandkanal, Elbe-Havel-Kanal und Elbe, dem Wasserstraßenkreuz Magdeburg, bietet der Hafen eine gute Ausgangssituation für den Umschlagverkehr. Er liegt im Einzugsbereich der Seehäfen Hamburg und Bremen und ist außerdem direkt an die A 2 angeschlossen mit Nähe zum Autobahnkreuz Magdeburg (A 14) und besitzt eine eigene Hafenbahn mit Anschluss an das Eisenbahnnetz am Knoten Magdeburg.
Südlich von Magdeburg befindet sich der Flughafen Magdeburg-Cochstedt, welcher mit zwei großen Cargo-Hallen Frachtflugverkehr anbieten kann und an dem durch neue Investitionen ein 68 ha großes Industrie- und Gewerbegebiet entstand.

## Geschichte

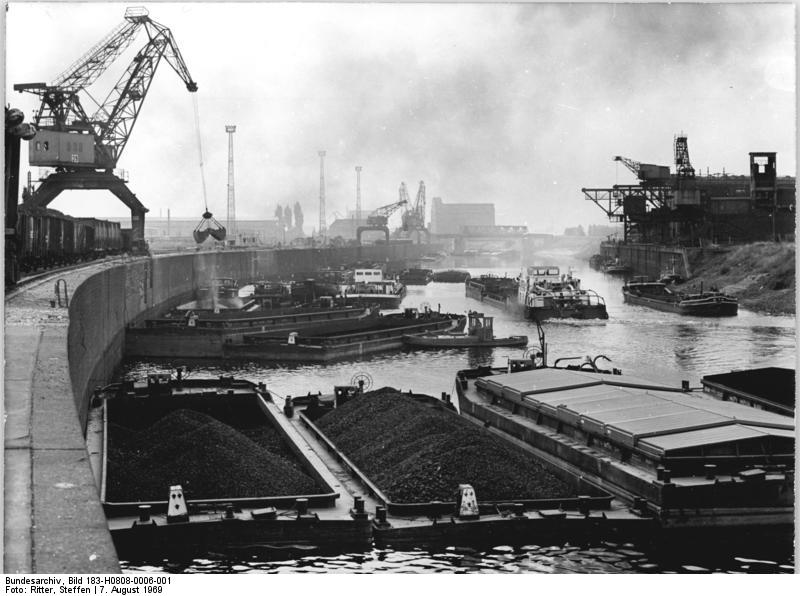
Magdeburger Hafen am Trennungsdamm (1969)

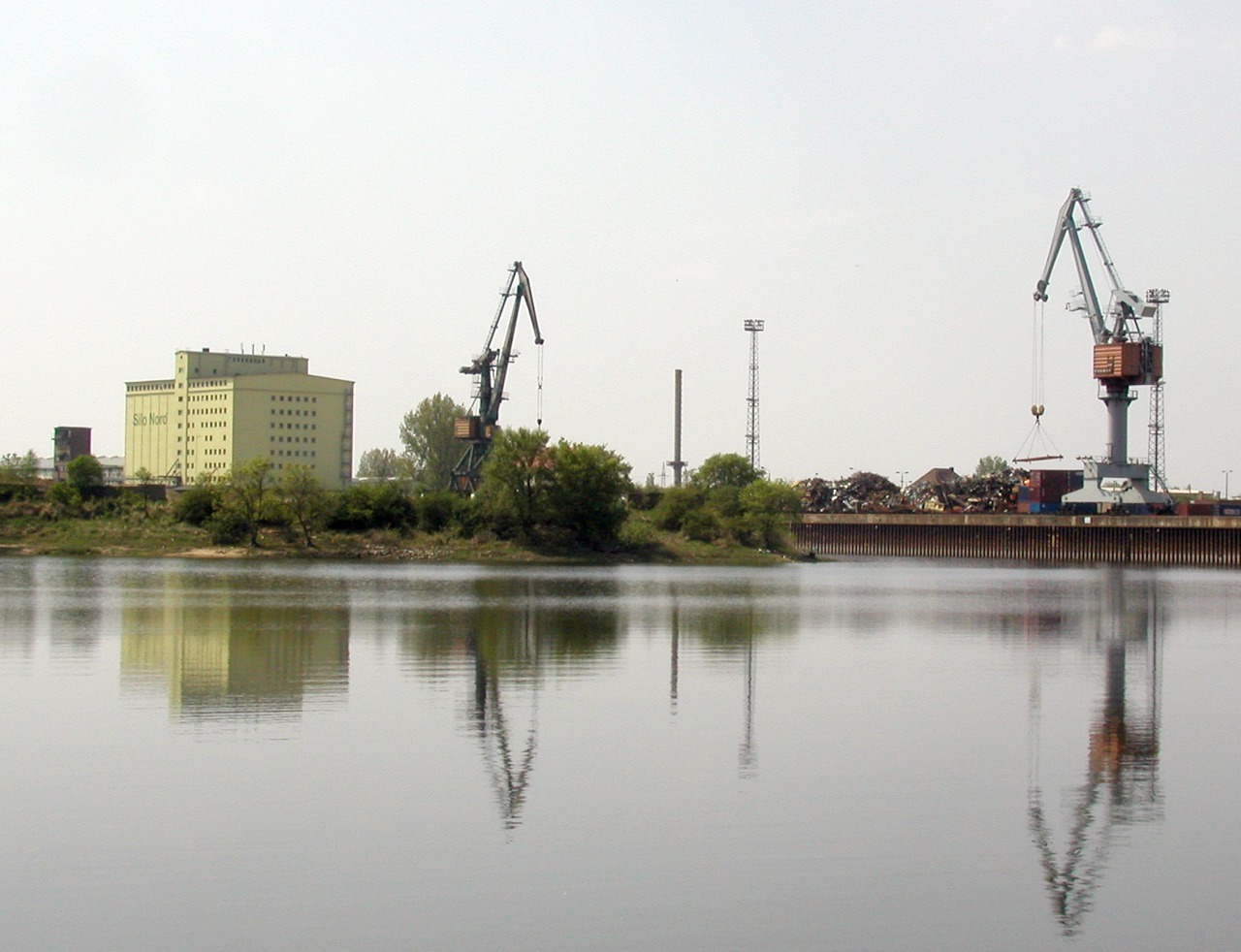
Industriehafen

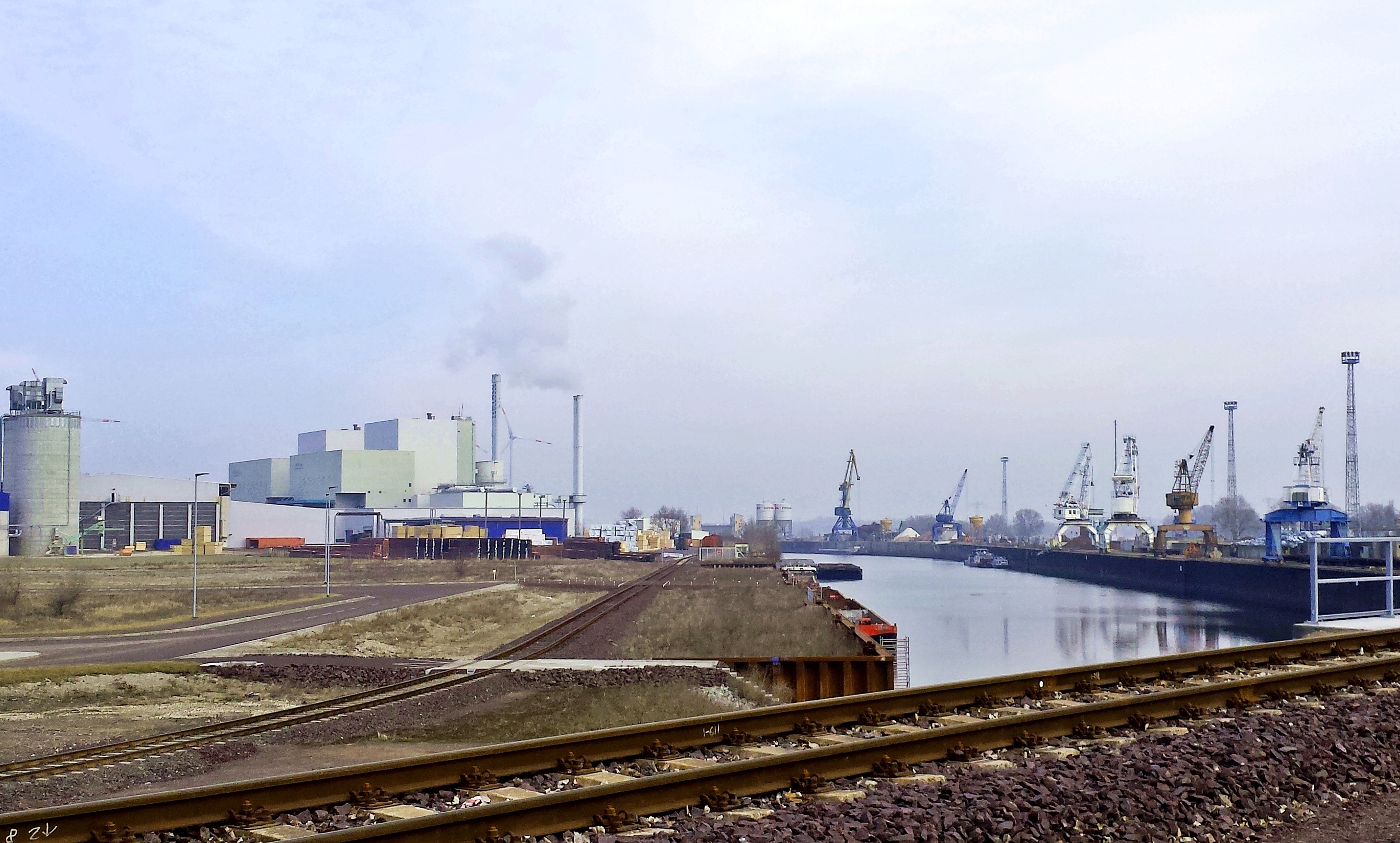
Kanalhafen

Die ersten Erwähnungen über die Schifffahrt auf der Elbe stammen aus dem Jahr 789. Durch die Entwicklung der Dampfschifffahrt und der daraufhin steigenden Transportkapazitäten reichten die Umschlag- und Lagerungskapazitäten in Magdeburg nicht mehr aus. Nach siebenjähriger Bauzeit wurde 1893 dann der Handelshafen in Betrieb genommen. Für den Umschlag von Zucker und Salz erlangte er in jener Zeit den Ruf als bedeutendster Hafen. Von 1908 bis 1911 wurde der Industriehafen erbaut. Den Namen erhielt er durch die dort angesiedelten Betriebe. In den Jahren von 1929 bis 1932 wurde dann der größte Hafen Magdeburgs, der Kanalhafen, errichtet. Er war nach der Fertigstellung des Schiffshebewerkes Rothensee 1938 für den Verkehr vom Mittellandkanal kommend verantwortlich.
Zu Zeiten der DDR waren die Magdeburger Häfen im VEB Binnenhäfen Mittelelbe zusammengefasst und schlugen hauptsächlich Massengüter um.
Nach der Wende und der Auflösung der VEBs wurde am 18. März 1992 die Magdeburger Hafen GmbH gegründet. Um die Infrastruktur der Häfen auf das Westniveau anzuheben, wurden diverse Großinvestitionen getätigt. Eines der größten Projekte war der Ausbau der Wasserstraßenverbindung von Hannover über Magdeburg nach Berlin. Zwar wurde schon in den 1930er Jahren begonnen eine Trogbrücke über die Elbe zu bauen, um den Mittellandkanal und den Elbe-Havel-Kanal zu verbinden, jedoch wurde sie auf Grund des Zweiten Weltkrieges nicht beendet. Auch zu DDR-Zeiten geschah dies nicht. Mit dem VDE Nr. 17 wurde 2003 die Kanalbrücke Magdeburg über die Elbe fertiggestellt.
Die 2001 errichtete Schleuse Rothensee ersetzte dann das veraltete Schiffshebewerk.
Als bisher letzter Hafen wurde 2008 der Hansehafen geschaffen, um weitere Ansiedlungen auf hafenrelevanten Flächen zu ermöglichen.
Seit dem 2013 die Niedrigwasserschleuse Magdeburg fertiggestellt wurde und somit eine konstante Wassertiefe von 4 m erreicht wurde, kann der Hafen an jedem Tag unabhängig vom restlichen Wasserstand der Elbe angefahren werden.
Zusammen mit den Städtischen Werken Magdeburg und dem Windkraftanlagenbauer Enercon wurde 2011 das Klimaschutz-Projekt Greenport ins Leben gerufen. Dieses beinhaltet die Anschaffung einer Hybridlokomotive inklusive einer Elektrotankstelle betrieben mit regenerierbarer Energie, die Versorgung des Hanse-Terminals und der dort anlegenden Binnenschiffe mit Strom aus erneuerbaren Energien und der Bau einer Elektrotankstelle für Kleinlaster deren Energielieferant eine Großwindkraftanlage vom Typ E 126 mit einer Leistung von 7,5 MWel ist.

## Häfen
Der Magdeburger Hafen besteht aus den vier Häfen:
- Handelshafen (Umbau zum Wissenschaftshafen)
- Industriehafen mit dem Terminal Industriehafen
- Kanalhafen mit den Terminals Trennungsdamm und Zweigkanal
- Hansehafen mit dem Güterverkehrszentrum und dem Hanse-Terminal

## Fakten

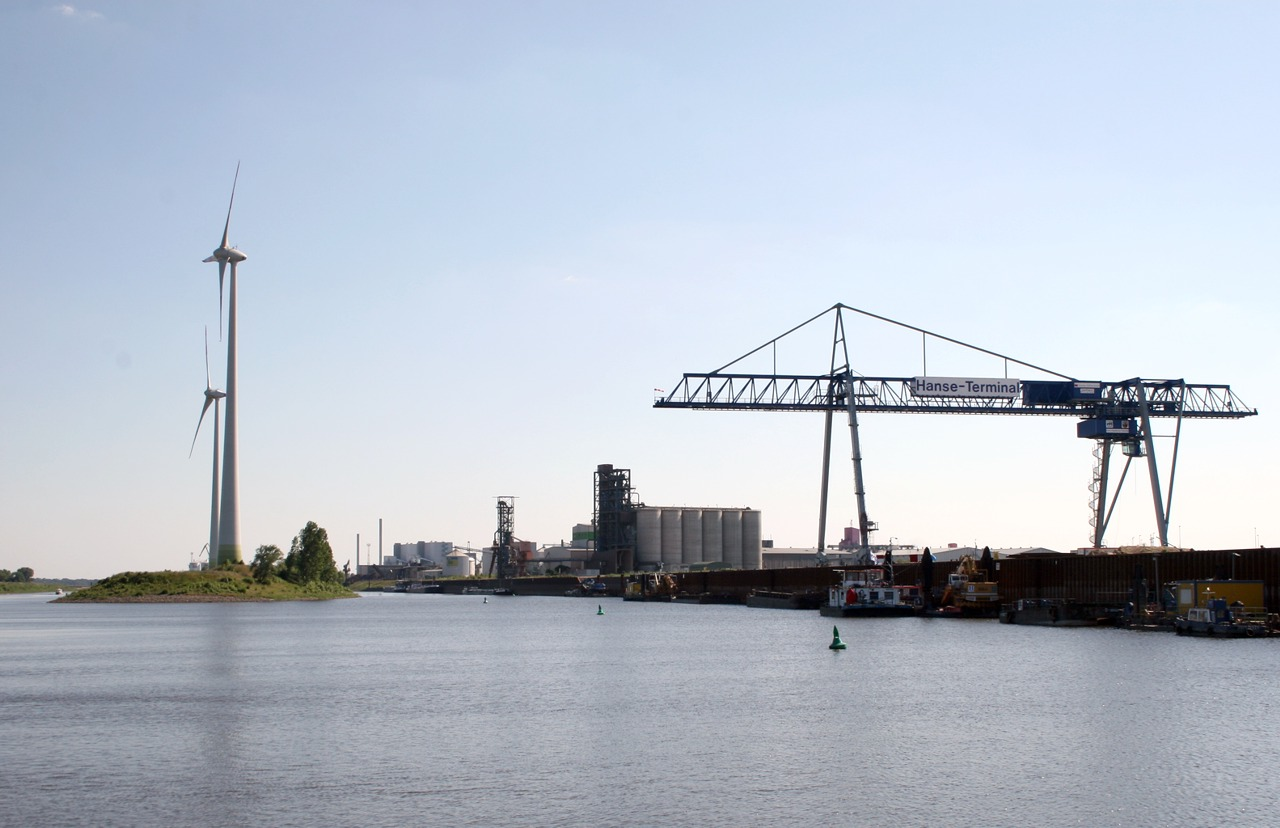
Hanse- und Kanalhafen

In den Magdeburger Häfen lassen sich Waren aller Art umschlagen. Für Schüttgut, Flüssiggut, Container- oder Schwerlastumschlag stehen in den verschiedenen Häfen bestimmte Anlagen wie eine Zuckerumschlagsanlage mit Absackung, Flüssiggutumschlaganlagen, mehrere Hafen-, Mobil- und Portalkräne mit einer Traglast bis zu 50 Tonnen oder ein KV-/Containerterminal mit mehreren Reach-Stackern zur Verfügung. Zu den Hauptumschlagprodukten gehören Getreide, Zucker, Container, Metalle, Stahlschrott und Mineralölprodukte.
Die Häfen verfügen insgesamt über 207.500 m² befestigte und unbefestigte Lagerfläche und 8.200 m² gedeckte Lagerfläche, wobei weitere 20.000 m² geplant sind. Außerdem verfügt der Magdeburger Hafen über eine Gefahrgutabstellfläche von 2.800 m² Größe und einer Schwerlastfläche von 1.200 m² Fläche. Die Gesamtfläche der Häfen inklusive Wasser beträgt 655 ha mit einer gesamten Uferlänge von 14 km.
Im Hafenbereich befinden sich über 115 ha Ansiedlungsfläche für Industriebetriebe. Zu den größten Betrieben im Hafen gehören der Windkraftanlagenbauer Enercon, Dachser GmbH & co. KG, die Magdeburger Getreide GmbH, die Deutsche Erz- und Metall-Union GmbH (DEUMU), die Nordlam GmbH oder das Müllheizkraftwerk Magdeburg-Rothensee.
Im Jahr 2014 wurden beim Hafenbetreiber Magdeburger Hafen GmbH Güter mit einem Gewicht von rund 3,5 Millionen Tonnen umgeschlagen. 2005 wurden in den Magdeburger Häfen noch 3 Millionen Tonnen umgeschlagen. Im Containergeschäft stieg der Umschlag sogar um rund 40 % zum Vorjahr. Somit gehört der Magdeburger Hafen zu den bedeutendsten Binnenhäfen Deutschlands.

### Hafenbahn
Die Magdeburger Hafen GmbH verfügt über eine Hafenbahn, welche als öffentliches Eisenbahninfrastrukturunternehmen betrieben wird, und verfügt über 3 Triebfahrzeugen, darunter eine V100 Hybridlokomotive von Alstom. Das Gleisnetz hat eine Länge von 54 Kilometer. Außerdem verfügt sie über eine dynamische Gleiswaage mit einem Wägebereich bis 120 Tonnen. Durch den Anschluss an den Bahnhof Magdeburg-Rothensee ist die Hafenbahn mit dem Eisenbahnknoten Magdeburg und dem europäischen Eisenbahnnetz verbunden.
Die Hafenbahn bietet neben Rangierleistungen im Hafengebiet und am Bahnhof Magdeburg-Rothensee auch die Bereitstellung von Wagenprüfern, das Abstellen von Güterwagen und Triebfahrzeugen, das Verwiegen von Güterwagen und Werkstattleistungen an.
Im Jahr 2014 wurden auf der Magdeburger Hafenbahn 1,4 Millionen Tonnen Güter befördert, dies entspricht einer Steigerung um acht Prozent gegenüber dem Vorjahr.

## Besonderheiten
- Der erste Magdeburger Hafen, der Winterhafen, wird meistens nicht mehr zum Magdeburger Hafen gezählt. Er wird heute hauptsächlich für Sportboote genutzt. Das trifft auch für weitere Hafenanlagen flussaufwärts zu wie dem Sülzehafen.
- Im Bereich des Handelshafens befindet sich eine denkmalgeschützte Eisenbahn-Hubbrücke. Sie ist allerdings in abgesenkter Lage fixiert und nur noch durch Fußgänger und Radfahrern nutzbar.
- Im Zuge des Greenport-Projektes mit der SWM und Enercon hat die Hafenbahn sich im Juni 2012 als erster europäischer Binnenhafen eine V100 Hybridlokomotive von Alstom angeschafft.[4] Außerdem wurde im Rahmen dieses Projekts eine Windkraftanlage vom Typ E 126 gebaut, die mit 7,5 MWel zum Zeitpunkt der Fertigstellung im Februar 2011 die größte Anlage dieser Art der Welt war.[5]
- In Höhe der Steinkopfinsel befindet sich die neue Niedrigwasserschleuse. Diese Schleuse sichert auch bei Niedrigwasser auf der Elbe in den Hafenbecken des Kanalhafens und des Hansehafens einen für die Schifffahrt ausreichenden Wasserstand, so dass der Hafen Magdeburg auch bei Niedrigwasser vom Mittellandkanal aus durch normal beladene Schiffe angelaufen werden kann.[6]
- Aktuelle Planungen sehen einen Trennungsdamm zwischen westlichem und östlichem Industriehafen und das Öffnen des Sperrdamms am Zweigkanal (Kanalhafen) vor.[veraltet] [7] Damit wäre auch der hauptsächlich genutzte Teil des Industriehafens nicht mehr durch Niedrigwasser betroffen.
- In den letzten Jahren hat der Handelshafen seine Bedeutung für den Schiffsverkehr verloren. Das Gelände wird zurzeit zu einem modernen Wissenschafts- und Museumsstandort unter dem Namen Wissenschaftshafen Magdeburg umgebaut. Unter anderem haben sich bereits das „Institut für Automation und Kommunikation“ (ifak) in der Denkfabrik, das „Virtual Development and Training Centre“ (VDTC) des nahegelegenen Fraunhofer-Instituts (IFF) oder das „Entwicklungslabor und Testfeld für Ortung und Kommunikation in Verkehr und Logistik“ des europäischen Galileo-Projektes im Wissenschaftshafen angesiedelt.[8]